# Cabelos de Fogo
Red Hair (bra/prt: Cabelos de Fogo) é um filme mudo estadunidense de 1928, dirigido por Clarence G. Badger, com roteiro de Agnes Brand Leahy, Percy Heath e Lloyd Corrigan baseado no romance The Vicissitudes of Evangeline, Elinor Glyn.